# Els Segadors
Els Segadors (Secerătorii) este imnul național din Catalonia, o comunitate autonomă din Spania. A fost imnul neoficial al poporului catalan din ultima parte a secolului al XIX-lea și a devenit oficial din 1993.
Versurile cântecului se bazează pe evenimentele din 1639 și 1640, când catalanii au luptat pentru independență împotriva regelui Filip al IV-lea al Spaniei și favoritului acestuia, Contele-Duce de Olivares: așa-numitul Război al secerătorilor.

## Istorie
Versurile moderne sunt de Emili Guanyavents și au fost scrise în 1899; muzica este de Francesc Alió și a fost compusă în 1892, pe baza unui vechi cântec popular. 
Guvernul catalan a acordat acestui cântec statutul de imn național în 1993.

## Versuri
| Catalunya triomfant, tornarà a ser rica i plena. Endarrera aquesta gent tan ufana i tan superba. Bon cop de falç, Defensors de la terra! Bon cop de falç! Ara és hora, segadors. Ara és hora d'estar alerta. Per quan vingui un altre juny esmolem ben bé les eines. Bon cop de falç, Defensors de la terra! Bon cop de falç! Que tremoli l'enemic en veient la nostra ensenya. Com fem caure espigues d'or, quan convé seguem cadenes. Bon cop de falç, Defensors de la terra! Bon cop de falç! | Catalonia triumfătoare Va fi din nou bogată și prosperă, Înapoi cu acești oameni Atât de încrezuți și de aroganți. Seceră bună, Apărători ai pământului! Seceră bună! Acum e momentul, secerători, Acum e momentul să fim alerți. Pentru următoarea lună iunie, Să ne ascuțim bine uneltele. Seceră bună, Apărători ai pământului! Seceră bună! Să tremure dușmanul Când ne vede stindardul. La fel cum tăiem spicele de aur, Când trebuie, secerăm și lanțuri. Seceră bună, Apărători ai pământului! Seceră bună! |